# Goya's Ghosts
Goya's Ghosts (lit. "Els fantasmes de Goya") és una pel·lícula de 2006 dirigida per Miloš Forman, una producció hispano-estatunidenc, co-produïda per The Saul Zaentz Co. (Estats Units) i Xuxa Producciones S.L. (Espanya). El guió va ser escrit tant per Forman com per Jean-Claude Carrière.
Encara que l'escenari històric de la pel·lícula és autèntic, la història de Goya tractant de defensar a una model és fictícia, com ho són els personatges del germà Lorenzo i la família Bilbatúa.

## Argument
La història comença a l'Espanya de 1792 en el Sant Ofici de la Inquisició, es duu a terme una discussió sobre Els capritxos de Goya Acosta que provoca un gran impacte en la manera de veure a la Inquisició, després en el taller de Francisco Goya (Stellan Skarsgård) es troba pintant a la filla d'un ric mercader anomenada Inés Bilbatúa (Natalie Portman) i més tard al germà Lorenzo Casamares, qui mostra un gran interès en el quadre d'Inés; poc temps després Goya es troba al Palau del rei Carles IV treballant en un quadre per a la reina, quan el rei torna de caçar el seu desig és quedar-se per a veure com treballa Goya pintat a la reina, però aquesta rebutja la presència del rei, mentrestant en la Inquisició el germà Lorenzo (Javier Bardem) mana uns espies per a rastrejar als possibles heretges que practiquin rituals jueus o protestants.
Dos dels espies es troben en una taverna i observen a una dona (qui resulta ser Inés Bilbatua) i comencen a sospitar d'ella, més tard Inés és citada per la Inquisició; en arribar al Sant Ofici comencen a interrogar-la i després és sotmesa a qüestió per a confessar que ella practica el judaisme. Més tard en la nit, Tomás Bilbatúa es presenta a la casa de Goya i li mostra la seva preocupació per la seva filla Inés que no ha tornat del Sant Ofici, després Tomás mana a citar al germà Lorenzo per a discutir el per què de la detenció. Goya i el germà Lorenzo es dirigeixen a la casa de Tomás; en el sopar, el germà Lorenzo explica que Inés va ser sotmesa a qüestió per a confessar que ella practica rituals jueus. Tomás, decidit, escriu una declaració on confessa que el germà Lorenzo és un fill bastard d'un ximpanzé i un orangutan i ho obliga al fet que ferm, però ell es nega. Tomás, en una arrencada d'ira però mantenint la calma, presa una corda i la penja en un llum d'oli per a lligar de mans al germà i després penjar-lo, per a així sotmetre'l a qüestió; finalment el germà Lorenzo signa la declaració.
Aquesta nit en el Sant Ofici, el germà Lorenzo presenta una quantiosa quantitat per a restaurar un convent (diners que havia aportat Tomás amb la condició que la seva filla fos alliberada) però el Pare Gregorio no aconsegueix posar-la en llibertat; l'endemà Tomas Bilbatúa i María Isabel presenten la declaració que havia signat el germà Lorenzo davant el rei, ells desitgen que Inés surti en llibertat i el mateix desitja el rei (encara que en realitat no pot fer res per ella); després, dos consellers de la Inquisició presenten la declaració davant el Pare Gregorio i s'adonen que el germà Lorenzo ha escapat convertint-se en un fugitiu i en una cerimònia pública cremen la seva pintura. En el Palau del rei, Goya presenta el quadre de la reina, però els reis no mostren molt interès i el rei cita a Goya en les seves estances quan inesperadament un home provinent de París l'informa el rei que el seu cosí el rei Lluís XVI ha estat guillotinat pels francesos fa sis dies i el rei es retira trist i silenciosament.
Quinze anys després Espanya és capturada per Napoleó Bonaparte i posa al seu germà Josep Bonaparte com a rei d'Espanya; més tard Napoleó mana als mamelucs als carrers de Madrid matant gent i destruint llocs; mentrestant Francisco de Goya s'ha quedat sord, l'endemà les tropes arriben a una missa en la qual el germà Lorenzo, ara convertit en fervent adepte de la Revolució Francesa, dicta que la Inquisició serà abolida i els seus presoners alliberats. Després de ser alliberada, Inés Bilbatúa, desnodrida i maltractada, es dirigeix a la seva casa per a reunir-se amb la seva família però descobreix que tota la seva família ha estat assassinada per les tropes franceses. Inés es dirigeix a la casa de Goya perquè l'auxiliï; Inés li diu a Goya que ella va tenir una filla a la presó però la hi van llevar després d'haver nascut. L'endemà, Goya es dirigeix al Sant Ofici però descobreix que ha estat abolit i ha de parlar amb un fiscal especial qui resulta ser Lorenzo Casamares. En el tribunal, Lorenzo jutja als membres de la Inquisició com un defensor de les idees de la revolució francesa i condemna a mort al Pare Gregorio, el Gran Inquisidor. Després, Lorenzo troba a Francisco, a qui li diu de la seva fugida a França; Goya li diu que Inés va tenir una filla a la presó i que ell és el pare, però ell no l'accepta. Després a la presó, parla amb un reu (que resulta ser el Pare Gregorio) per saber dels bebès que neixen a la presó, i més tard en un orfenat on descobreix que es deia Alicia, però que havia fugit d'allí als onze anys. Mentrestant Goya dibuixava als jardins del Pardo quan veu a una jove semblant a Inés allunyant-se; Goya li pregunta el seu nom a la dona que l'acompanyava i ella li respon que es diu Alicia. La filla d'Inés havia estat adquirida per una madame i ara treballava de prostituta al Pardo.
Goya es dirigeix amb Lorenzo per a dir-li que l'ha trobat; després Lorenzo als jardins contracta els seus serveis per a poder parlar amb ella en un àmbit més privat, i li proposa que marxi a Amèrica, però ella li rebutja furiosa i fuig. D'altra banda, Francisco busca a Inés per a dir-li que va trobar a la seva filla i ells es dirigeixen a una taverna on es troba Alicia, però inesperadament les tropes franceses irrompen en el lloc i s'emporten a les dones, inclosa Alicia, per a deportar-les per força a Amèrica; després Goya acudeix a Lorenzo, qui ha ordenat la deportació, però un soldat els interromp i li diu a Lorenzo que ha d'escapar de la ciutat pel fet que les tropes britàniques han envaït Espanya. Goya intenta seguir-ho, però troba a Inés amb un bebè que havia recollit en la taverna envaïda pels soldats. D'altra banda, Alicia, juntament amb les dones, es trobaven en camp obert quan arriben les tropes britàniques al comandament del Duc de Wellington; un dels oficials britànics es fixa en Alicia i es fa veure que entre tots dos s'establirà una relació. Mentrestant Lorenzo intenta escapar, però és aconseguit per uns vilatans. En l'escena següent es veu al Pare Gregorio alliberat de la presó i recuperant el seu lloc com a Inquisidor General. Després Lorenzo és sotmès a judici però no es penedeix. Finalment, en la plaça pública, és executat a garrot vil. Després s'emporten el cos de Lorenzo en un carro. En una escena final de cru surrealisme, uns nens acompanyen jugant el carro de l'executat; mentre que Inés, presa de la bogeria per portar tants anys tancada, l'acompanya també donant de la mà a Lorenzo, contenta, portant als seus braços a qui creu que és la filla de tots dos. Goya ho observa tot i els segueix des de lluny.

## Repartiment
- Javier Bardem - Lorenzo Casamares
- Natalie Portman - Inés Bilbatúa / Alicia
- Stellan Skarsgård - Francisco de Goya
- José Luis Gómez - Tomás Pío Bilbatúa
- Mabel Rivera - María Isabel de Bilbatúa
- Unax Ugalde - Ángel Bilbatúa
- Fernando Tielve - Álvaro Bilbatúa
- Randy Quaid - Carles IV d'Espanya
- Blanca Portillo - Maria Lluïsa de Parma, reina consort de Carles IV
- Michael Lonsdale - Pare Gregorio, gran Inquisidor
- Craig Stevenson – Napoleó Bonaparte
- Julian Wadham - Josep Bonaparte
- Cayetano Martínez de Irujo - Arthur Wellesley, primer Duc de Wellington

## Crítiques
Goya's Ghosts va rebre pobres comentaris dels crítics i no va omplir les expectatives cap a ella. La pàgina web Rotten Tomatoes va reportar amb prou feines un 28% de comentaris positius d'un total de 82 rebuts, amb el consens “vestits adornats i un elenc amb talent no poden compensar el ritme glacial dels fantasmes i una trama confusa”. Metacritic va reportar una mitjana de 52 amb una base de 100, estimat en 25 comentaris (incloent la mitjana general de revisions).
Javier Bardem va ser nominat al Premi Ferran VII com el Pitjor actor protagonista als Premis Godoy que guardonaven a les pitjors pel·lícules espanyoles de l'any i que s'atorgaven mitjançant votació a Internet.

## Producció

### Lloc del rodatge

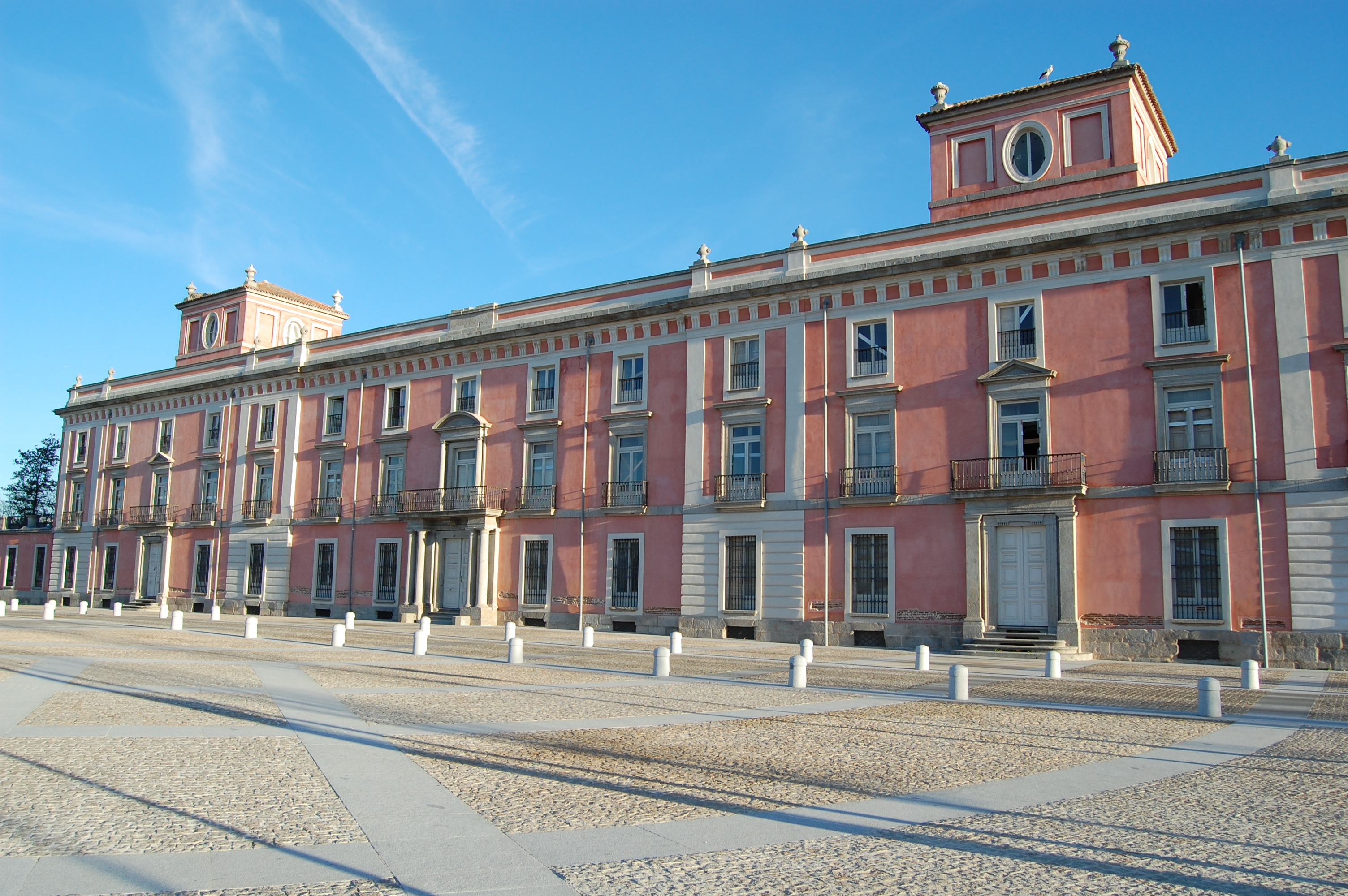
El Palau del Infante don Luis, a Boadilla del Monte, va ser escenari d'algunes escenes de la pel·lícula.

El director va rodar en la localitat madrilenya de Boadilla del Monte. Per a això, va invertir més de 300.000 euros en la restauració del palau del Infante don Luis d'aquesta localitat. També va triar com a plató els carrers de Segòvia, Salamanca, Aranjuez i el Parc del Retiro de Madrid, a més de la "Casa de Gozquez" a "la marañosa" (rodalies de San Martín de la Vega, Madrid).
També es va traslladar el rodatge al Monestir de Veruela, en la localitat de Vera de Moncayo (Saragossa). Durant el rodatge es van utilitzar diferents zones del monestir. En el refetor es va gravar una escena en la qual hi ha una reunió de tots els monjos per a analitzar uns gravats de Goya. També es va utilitzar un petit espai com a despatx de l'inquisidor. El Claustre també va ser objecte d'escenes. En la nau central de l'església es va rodar una escena en la qual arriba un oficial francès amb l'ordre d'abolició de la Inquisició, i en un altre habitacle és on es va fer l'interrogatori al personatge interpretat per Natalie Portman.

### El real i el fictici del film
La pel·lícula combina aspectes històrics amb fets evidentment ficticis, de conformitat a altres treballs de Miloš Forman (com en el seu cèlebre Amadeus de 1984).
Dins dels aspectes històrics, es troba l'existència mateixa del pintor Francisco de Goya, la seva obra i els fets polític-religiosos que van convulsionar a l'Espanya del segle xviii i XIX, que no fan més que donar una mera ambientació i suport a l'argument, molt aliè a la seva realitat coneguda. Goya actua com un simple nexe d'unió entre personatges que han de conèixer-se per a donar peu al drama ideat per Forman i Jean-Claude Carrière.
El llibret, d'altra banda, ofereix elements ficticis que resulten inversemblants i bastant improbables que es donessin en la realitat o en l'evolució dels protagonistes. En aquest sentit, el guió es perd ocasionalment en una trama molt densa d'accions i caracteritzacions, un dels punts més criticats i fluixos de la cinta. És per això que potser és important, per a l'espectador, conèixer l'obra de Goya per a apreciar aquesta pel·lícula amb més profunditat; ja que Formen li dona a la cinta una estètica "Goyesca" al millor estil Fellini o Kurosawa, sens dubte aquest és el detall que eleva la pel·lícula a una categoria diferent i pugui ser incomprensible o avorrida per a qui no coneix l'obra del gran artista aragonès.
Malgrat això, és destacable que compta amb una magnífica ambientació escènica i una apropiada fotografia, així com un tracte molt acurat i detallat dels personatges sense descurar el drama, el debat transcendental ni la crítica polític-social.

### Origen de la pel·lícula
En paraules del propi director Forman, es resumeixen alguns aspectes claus de la seva pel·lícula, després d'una visita que realitzés al Museu del Prado a Madrid al costat del productor independent Saul Zaentz:
“-Em van esglaiar les pintures, ja no podia deixar de pensar en elles (…) Estava convençut que Goya va ser el primer pintor modern. I ara, més que mai, desitjava rodar una pel·lícula sobre ell”.
Durant la visita al Prat, Formen li va relatar a Zaentz l'incident sobre la Inquisició que havia llegit tants anys enrere, i van debatre la idea de fer una pel·lícula que parlés d'ella i de Goya, al mateix temps. A Zaentz li va semblar que el resultat podria ser meravellós:
“-Però li vaig dir (a Forman) que era necessari tenir una història que donés suport a la idea, una història en la qual confiar, apassionant, que ens fes tirar endavant el projecte”, va exclamar el productor. I Formen hi va estar d'acord, de manera que van dur a terme la seva tasca.

## Taquilla
La pel·lícula va tenir relativament un baix rendiment de taquilla. Va recaptar 2,198,929 $ en Espanya i 1,199,024 $ en Itàlia. Als Estats Units, Goya's Ghosts va generar $1,000,626, amb un total al voltant del món de 9,448,082 dòlars Por lo tanto, la producción cerró con un amplio margen de pérdidas, al realizarse con un presupuesto de poco más de $19 millones de dólares.

## Premis
XXI Premis Goya
| Categoria                        | Persona                                     | Resultat |
| -------------------------------- | ------------------------------------------- | -------- |
| Millor disseny de vestuari       | Yvonne Blake                                | Nominat  |
| Millor maquillatge i perruqueria | Ivana Primorac Susana Sánchez Manuel García | Nominats |
| Millors efectes especials        | Reyes Abades Félix Berges Eduardo Díaz      | Nominats |

Premios Godoy 2006
| Categoria                                     | Persona       | Resultat |
| --------------------------------------------- | ------------- | -------- |
| Premi Ferran VII al pitjor actor protagonista | Javier Bardem | Nominat  |